# 弗拉納根 (伊利諾伊州)
弗拉納根（英語：Flanagan）是位於美國伊利諾伊州利文斯頓縣的一個村落。

## 地理
弗拉納根的座標為40°52′39″N 88°51′32″W / 40.87750°N 88.85889°W，而該地最高點為海拔高度204米（即669英尺）。

## 人口
根據2010年美國人口普查的數據，弗拉納根的面積為1.46平方千米，當中陸地面積為1.46平方千米，而水域面積為0.00平方千米。當地共有人口1110人，而人口密度為每平方千米760人。